# Теја монс
Теја монс је велики штитасти вулкан на површини планете Венере. Налази се на координатама 22,7° северно и 79,0° западно (планетоцентрични координатни систем +Е 0-360) и са пречником од 226 км међу највећим је планинским узвишењима на површини ове планете.
Планина је име добила према једној од титанки из грчке митологије, божанству вида и сјајног светлог ведрог неба, кћерци Урана и Геје Теји, а име планине је 1979. усвојила Међународна астрономска унија.